# Blackstar (Band)
Blackstar war eine britische Hard-Rock-Band. Mit Sänger und Bassist Jeff Walker, Schlagzeuger Ken Owen sowie Gitarrist Carlo Regardas waren drei der vier Gründungsmitglieder in der kurz zuvor aufgelösten Band Carcass aktiv; das vierte Gründungsmitglied Mark Griffith ist ein ehemaliger Cathedral-Gitarrist.
Die Band veröffentlichte mit Barbed Wire Soul (Anfang September 1997) nur ein Album. Laut der Zeitschrift Intro verschmolzen „Einflüsse aus den späten Siebzigern und den frühen Achtzigern […] zu einer Melange, […] die auch in den Neunzigern noch zu begeistern weiß.“ Zwar hätte Blackstar zur „Selbstfindung in vertrauten Gewässern gefischt, [auf] das Aufkochen von alten Carcass- oder Cathedral-Rezepten“ aber verzichtet. Als „auflockernd“ und für Abwechslung sorgend wurde seitens metal.de der Einsatz tatsächlich eingespielter Blasinstrumente wie Trompete, Horn und Saxophon hervorgehoben. In der Musikzeitschrift Rock Hard wurde dem Album ein „originell-erfrischender, zeitgemäß-aggressiver Sound“ attestiert, bei dem die „gewohnt derben Vocals [und] die zahlreichen effektiven Grooves“ für einen hohen Wiedererkennungswert sorgten.
Im Frühjahr 1999 erlitt Schlagzeuger Ken Owen eine Hirnblutung und fiel für zehn Monate ins Koma. Seitdem gab es keine weiteren Veröffentlichungen.

## Diskografie
- 1996: Promo 1996 (Demo)
- 1997: Barbed Wire Soul (Album, Peaceville Records)